# Macedonia na Zimowych Igrzyskach Olimpijskich 2018
Macedonia na Zimowych Igrzyskach Olimpijskich 2018 – występ kadry sportowców reprezentujących Macedonię na igrzyskach olimpijskich w Pjongczangu w 2018 roku.
W kadrze znalazło się troje zawodników – dwóch mężczyzn i jedna kobieta. Reprezentanci Macedonii wystąpili w pięciu konkurencjach w dwóch dyscyplinach sportowych – biegach narciarskich i narciarstwie alpejskim.
Funkcję chorążego reprezentacji Macedonii podczas ceremonii otwarcia igrzysk pełnił biegacz narciarski Stawre Jada. Podczas ceremonii zamknięcia w roli chorążego wystąpił wolontariusz z komitetu organizacyjnego igrzysk. Reprezentacja Macedonii weszła na stadion olimpijski jako 86. w kolejności podczas ceremonii otwarcia i 87. podczas zamknięcia, w obu przypadkach pomiędzy ekipami z Francji i Finlandii.
Był to 6. start reprezentacji Macedonii na zimowych igrzyskach olimpijskich i 12. start olimpijski, wliczając w to letnie występy.

## Skład reprezentacji

### Biegi narciarskie
| Konkurencja                                         | Zawodnik             | Kwalifikacje | Kwalifikacje | Ćwierćfinały | Ćwierćfinały | Półfinały | Półfinały | Finały  | Finały  | Finały  |
| Konkurencja                                         | Zawodnik             | Czas         | Miejsce      | Czas         | Miejsce      | Czas      | Miejsce   | Czas    | Strata  | Miejsce |
| --------------------------------------------------- | -------------------- | ------------ | ------------ | ------------ | ------------ | --------- | --------- | ------- | ------- | ------- |
| Bieg indywidualny kobiet na 10 km stylem dowolnym   | Wiktorija Todorowska | —            | —            | —            | —            | —         | —         | 32:57,6 | +7:57,1 | 85.     |
| Sprint indywidualny mężczyzn stylem klasycznym      | Stawre Jada          | 4:23,85      | 79. nq       | NQ           | NQ           | NQ        | NQ        | NQ      | NQ      | 79.     |
| Bieg indywidualny mężczyzn na 15 km stylem dowolnym | Stawre Jada          | —            | —            | —            | —            | —         | —         | 42:14,2 | +8:30,3 | 99.     |

### Narciarstwo alpejskie
| Konkurencja            | Zawodnik          | Przejazd 1 | Przejazd 1 | Przejazd 2 | Przejazd 2 | Czas łączny | Miejsce |
| Konkurencja            | Zawodnik          | Czas       | Miejsce    | Czas       | Miejsce    | Czas łączny | Miejsce |
| ---------------------- | ----------------- | ---------- | ---------- | ---------- | ---------- | ----------- | ------- |
| Slalom mężczyzn        | Antonio Ristewski | DNF        | DNF        | DNS        | DNS        | DNF         | DNF1    |
| Slalom gigant mężczyzn | Antonio Ristewski | DNF        | DNF        | DNS        | DNS        | DNF         | DNF1    |